# San Cebrián de Mudá
San Cebrián de Mudá és un municipi de la província de Palència a la comunitat autònoma de Castella i Lleó (Espanya). Inclou les pedanies de Perapertú, San Martín de Perapertú, Valle de Santullán i Vergaño.

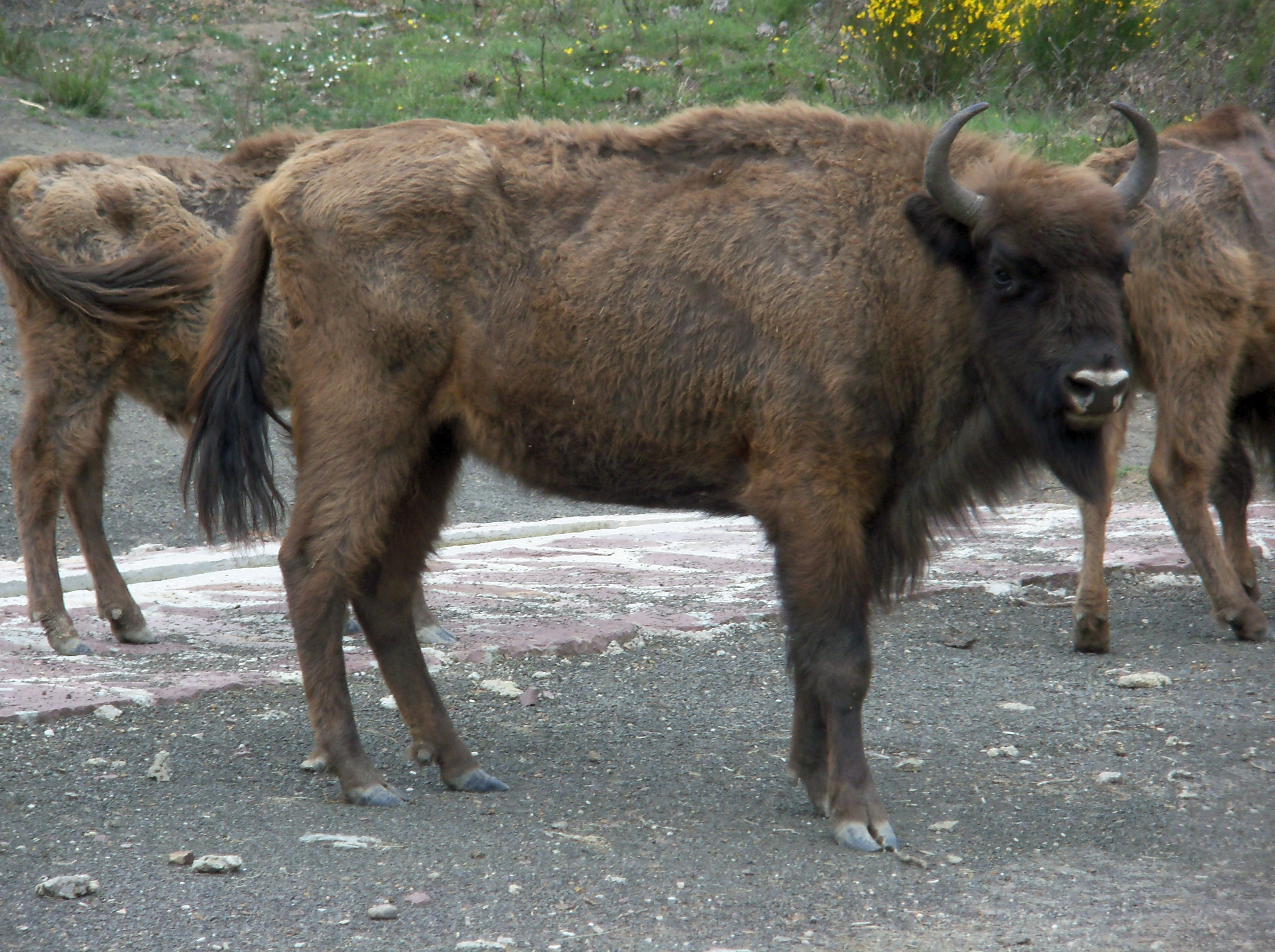
Bisó europeu en San Cebrián de Mudá.

## Demografia
| 1991 | 1996 | 2001 | 2004 |
| ---- | ---- | ---- | ---- |
| 270  | 218  | 197  | 185  |